# St. John's, Newfoundland và Labrador
St. John's là thành phố thủ phủ và lớn nhất tại tỉnh Newfoundland và Labrador, Canada. St. John's được hợp thành một thành phố vào năm 1921, song vẫn được một số người cho là thành phố cổ nhất do người Anh thành lập tại Bắc Mỹ. Thành phố nằm trên mũi phía đông của bán đảo Avalon trên đảo Newfoundland. Năm 2014, dân số của khu vực đô thị St. John's là 211.724, đây là khu vực đô thị điều tra nhân khẩu (CMA) lớn thứ nhì tại Canada Đại Tây Dương sau Halifax và là khu vực đô thị lớn thứ 20 tại Canada. St. John's nằm trong số mười điểm đến hàng đầu bên bờ đại dương theo Tạp chí National Geographic (2015). Danh xưng của thành phố được cho là bắt nguồn từ ngày lễ Gioan Baotixita, khi John Cabot được cho là đi thuyền đến bến cảng vào năm 1497, và từ một thị trấn ngư nghiệp cùng tên tại Basque.